# Здравље у Србији
Србија је заузела 65. место у свету по очекиваном животном веку у 2018. години са 73.3 године за мушкарце и 78.5 година за жене. Од 2018. године имала је ниску стопу морталитета новорођенчади (4.86 на 1.000 живорођених). Од 2017. имала је 2.96 лекара (не укључујући Косово) на 1.000 људи.
Србија је са 14,55 умрлих на 1.000 становника међу десет земаља света са највећом стопом морталитета.
Иницијатива за мерење људских права сматра да Србија испуњава 71,3% онога што би требало да испуни за право на здравље на основу нивоа прихода. Када се посматра право на здравље деце, Србија остварује 99,4% очекиваног на основу садашњих прихода. У погледу права на здравље одраслог становништва, земља остварује 91,8% очекиваног на основу нивоа прихода у земљи. Србија спада у „веома лошу” категорију када се оцењује право на репродуктивно здравље јер нација испуњава само 22,7% онога што се очекује да нација постигне на основу ресурса (прихода) којима располаже.

## Историја
Институт за јавно здравље Србије први пут је основан 1919. године, када је назван Министарска комисија за епидемиологију. Године 1945. назван је Централни хигијенски завод и обухватао је Савезни хигијенски завод, Завод за епидемиологију и Завод за бактериологију и епидемиологију. Променио је назив у Институт за јавно здравље Србије 2006. године.

## Статистика

### Преглед здравствене заштите
Од 2014. године, расходи за здравствену заштиту у Србији износили су 10,37% БДП-а у 2014. години, 1.312 долара по глави становника. Такође, од 2014. године Србија је имала 308 лекара на 100.000 становника (360 на 100.000 становника био је просек Европске уније (ЕУ), 628 недокторског медицинског особља на 100.000 становника (1.199 на 100.000 становника је био просек ЕУ). Иако постоји тренд смањења броја болничких кревета на 100.000 становника у Европи због боље ефикасности и дијагностике, Србија је међу водећим земљама у Европи са 552 болничка кревета на 100.000 становника. По доступности медицинске опреме, Србија благо заостаје за просеком земаља ЕУ.

### Здравствени показатељи
Стопа очекиваног животног века у 2018. износила је 73.22 године за мушкарце и 78.08 за жене. Србија је са 14.55 умрлих на 1.000 становника међу десет земаља света са највећом стопом морталитета. Од 2018. године, смртност новорођенчади износила је 4.86 умрлих на 1.000 живорођених. Током деценија постоји опадајући линеарни тренд, јер је 1950. године тај број износио 118.11, 1970. године 56.26, 1990. године 10.64, 2010. године 6.73 умрлих на 1.000 живорођених.
Водећи узроци смрти су хроничне незаразне болести. У Србији је до 2018. године умрло укупно 101.655 особа, од којих је 23.922 (23,5%) било старије од 85 година, затим 20.315 (20%) старосне групе од 80 до 84 године и 15.331 (15,1%) у старосној групи 75-79 година.
Од 2018. године, водећи узрок смрти су болести кардиоваскуларног система са 52.663 (51,8%) умрлих, а затим неоплазме (тумори) са 22.084 (21,7%) умрлих. Остали узроци смрти су болести респираторног система са 5.250 (5,2%) умрлих, група ендокриних, нутритивних и метаболичких болести са 3.324 (3,3%) умрлих, болести органа за варење са 3.204 (3,2%) умрлих.
Од 2018. године, од насиља је умрло укупно 2.806 особа, од чега је 2.065 (73,6%) мушкараца и 741 жена (26,4%). Од укупног броја насилних смрти, 1.463 су проузроковане несрећним случајем, 949 су самоубиства и 98 убиства.
Србија је међу десет земаља света са највећом стопом пушења, а има највећу стопу пушача у Европи (40%) и пету стопу мушкараца пушача (44%). У 2015. години процењено је да 11,96% становништва има дијабетес, што кошта око 666 долара по особи годишње.